# 岳東華
岳東華（1995年10月19日—），為台灣泰雅族棒球選手，目前效力於中華職棒中信兄弟，守備位置為內野手、外野手。主要以二壘手為主。
為岳氏三兄弟的大哥，老三岳政華與之同樣效力於中信兄弟，老二岳少華則效力於富邦悍將。

## 生平
岳東華兩名弟弟岳少華及岳政華皆為棒球選手：岳政華於2019年（中職30年）的季中選秀會中以第一輪第二順位被中信兄弟選入。
於大學三年級時投入2017年季中選秀會，因為岳東華在2016年U-23世界盃棒球賽的好表現，被中信兄弟以首輪第三順位選進，8月1日正式以520萬簽約金簽下，被認為可接班黃衫軍的內野戰力。2024年11月24其身為一員的台灣代表隊拿下2024年世界棒球12強賽冠軍。同月27日，嘉義市議員顏翎熹在質詢時稱岳東華設籍嘉義市，其成績表現優異，但市府要點缺乏同等級之賽事獎金，望市府儘速修正。市府則回應依國光獎金10%額度頒予岳東華70萬元。

## 經歷
- 宜蘭縣三星鄉三星國小少棒隊
- 宜蘭縣三星國中青少棒隊
- 新北市穀保家商青棒隊
- 桃園市開南大學（維輪實業）棒球隊
- 中華職棒中信兄弟（2017年8月－）

## 成棒國手經歷
- 2019年世界棒球12強賽中華隊
- 2024年世界棒球12強賽中華隊

## 特殊事蹟

### 進職棒前
- 2007年第10屆諸羅山盃國際軟式少年棒球邀請賽最佳九人獎。
- 2012年紅葉盃少棒錦標賽暨青棒邀請賽打擊獎。
- 2016年第一屆U-23世界盃棒球賽明星球員、最佳三壘手。

### 進職棒後
- 成為職棒球員後第一場先發為2017年10月20日面對統一7-ELEVEn獅的挑戰賽，擔任第九棒三壘手[5]。
- 2018年5月18日，於天母棒球場，六局上面對Lamigo桃猿隊先發投手王溢正擊出生涯一軍首安。
- 2019年7月21日，於洲際棒球場對戰統一7-ELEVEn獅隊，八局下面對黃竣彥擊出中外野方向的三分砲（生涯首發全壘打）。
- 2020年6月19日，於洲際棒球場對戰樂天桃猿隊，九局下於雙方4:4平手局面對上樂天桃猿隊的終結者王躍霖擊出中外野方向的三分砲（生涯首支再見全壘打）。[6]
- 2020年11月1日在洲際棒球場進行台灣大賽第二場，二局下面對統一7-ELEVEn獅隊投手猛威爾(Tim Melville)擊出右外野方向兩分打點全壘打，同一局胞弟岳政華同樣擊出兩分全壘打，成為中華職棒史上第一次兄弟檔在總冠軍賽擊出全壘打。
- 2023年4月3日在台南棒球場對戰統一獅，連續5打席上壘（一一一二四壞），破生涯紀錄。

## 職棒生涯成績
| 年度 | 球隊     | 出賽 | 打數 | 安打 | 全壘打 | 打點 | 盜壘 | 四死 | 三振 | 壘打數 | 雙殺打 | 打擊率 | 上壘率 | 長打率 | OPS   |
| ---- | -------- | ---- | ---- | ---- | ------ | ---- | ---- | ---- | ---- | ------ | ------ | ------ | ------ | ------ | ----- |
| 2017 | 中信兄弟 | 1    | 1    | 0    | 0      | 0    | 0    | 0    | 0    | 0      | 0      | 0.000  | 0.000  | 0.000  | 0.000 |
| 2018 | 中信兄弟 | 24   | 55   | 8    | 0      | 1    | 1    | 4    | 16   | 8      | 0      | 0.145  | 0.200  | 0.145  | 0.345 |
| 2019 | 中信兄弟 | 60   | 164  | 50   | 6      | 26   | 2    | 14   | 32   | 80     | 3      | 0.305  | 0.358  | 0.488  | 0.846 |
| 2020 | 中信兄弟 | 76   | 237  | 69   | 4      | 34   | 4    | 25   | 39   | 96     | 10     | 0.291  | 0.355  | 0.405  | 0.760 |
| 2021 | 中信兄弟 | 71   | 181  | 38   | 2      | 13   | 1    | 17   | 35   | 50     | 3      | 0.210  | 0.276  | 0.276  | 0.552 |
| 2022 | 中信兄弟 | 112  | 382  | 92   | 3      | 36   | 6    | 36   | 81   | 118    | 5      | 0.241  | 0.305  | 0.309  | 0.614 |
| 2023 | 中信兄弟 | 82   | 251  | 56   | 3      | 24   | 0    | 44   | 67   | 75     | 2      | 0.223  | 0.339  | 0.299  | 0.638 |
| 2024 | 中信兄弟 | 118  | 356  | 75   | 8      | 43   | 8    | 64   | 82   | 113    | 7      | 0.211  | 0.326  | 0.317  | 0.643 |
| 合計 | 8年      | 544  | 1627 | 388  | 26     | 177  | 22   | 204  | 352  | 540    | 30     | 0.238  | 0.321  | 0.332  | 0.653 |

## 外部連結
- 岳東華在台灣棒球維基館上的頁面（繁體中文）
- 岳東華在中華職棒官網
- 岳東華在Baseball-Reference.com（小聯盟以及海外聯盟）（英语）
- 岳東華在Global Sports Archive（英语）
- 岳東華的Facebook專頁
- 岳東華的Instagram帳戶